# Pedro Arriola
Pedro Arriola Ríos (Sevilla, 2 de junio de 1948 - Madrid, 28 de enero de 2022) fue un politólogo español. Fue asesor político del Partido Popular desde los años noventa hasta 2018.

## Biografía
Tras estudiar Ciencias Económicas en la Universidad de Málaga y Ciencias Políticas en la Universidad Complutense de Madrid, su actividad profesional comienza en el mundo de la empresa privada como asesor de relaciones laborales.
En 1989 es contratado por José María Aznar como asesor personal, introduciéndose de ese modo en el mundo de la política, con la tarea de estudiar las encuestas de opinión y, partiendo de ellas, proponer estrategias de partido. Suya parece ser la famosa frase pronunciada por Aznar y dirigida al entonces presidente del Gobierno Felipe González de "¡Váyase, señor González!".
Una vez que el Partido Popular gana las elecciones en 1996, Arriola no se integra en el equipo de gobierno y sigue desempeñando su labor en la organización del partido. Desde ese puesto, continúa gozando de la confianza de Aznar, que le designa, junto a Francisco Javier Zarzalejos y Ricardo Martí Fluxá, como uno de los interlocutores del ejecutivo en las conversaciones con ETA en Zúrich (19 de mayo de 1999) durante la tregua que en aquel momento había proclamado la banda terrorista.
Tras la marcha de Aznar, Arriola siguió desempeñando sus funciones bajo el mandato del nuevo presidente del PP, Mariano Rajoy, lo que levantó fuertes críticas en algunos sectores del partido, especialmente los más cercanos a Esperanza Aguirre, que le atribuyeron el diseño de una estrategia de pasividad en la acción de oposición del partido. Con la llegada de Pablo Casado al frente del Partido Popular se terminó la etapa de Arriola como asesor del partido. Una etapa que duró tres décadas.
Estaba casado con la política del Partido Popular Celia Villalobos y era sobrino del poeta Juan Ramón Jiménez.
Falleció el 28 de enero de 2022 a los 73 años.